# جاده رؤیاها
جادهٔ رؤیاها نام سومین آلبوم رسمی سیروان خسروی است که در ۱۸ آذر ۱۳۹۱ خورشیدی منتشر شد. اجرا، میکس، مسترینگ و تنظیم همهٔ قطعات آلبوم توسط خودِ سیروان انجام شده‌است. این آلبوم ۱۱ قطعه دارد که چهار قطعهٔ آن پیشتر به صورت تک‌آهنگ منتشر شده‌بود.
برخلاف آلبوم‌های قبلی سیروان، ترانه‌سراها و آهنگسازهای این آلبوم تنوع زیادی داشته‌اند. شهاب رمضان، نیما رمضان، مهدی یراحی، امیر یگانه، امیر ارجینی، محسن شیرالی، امید جامع، زهرا عاملی، آرمیتا فهیمی، زانیار خسروی و البته خود سیروان سازندگان این آلبوم بوده‌اند.
سیروان در خصوص این آلبوم گفته‌است: «جادهٔ رؤیاها بهترین کاری است که تاکنون کرده‌ام و راحت می‌توانم از آهنگ اول تا آخر را گوش بدهم و اذیت نشوم. این یک آلبوم گروهی است که با انجام آن فهمیدم باید تعصب بی‌جا را کنار بگذارم!» او همچنین وجه تمایز این آلبوم با کارهای قبلی‌اش را یک‌پارچگی فضای آلبوم می‌داند.

## مقدمه
سیروان مدتی پس از انتشار آلبوم دومش «ساعت ۹» به این نتیجه رسیده‌بود که فضای آلبوم بعدی‌اش باید یک‌دست‌تر باشد. او گفته‌بود: «هنوز هم وقتی تک تک قطعات ساعت ۹ را گوش می‌کنم؛ برایم تازگی دارد و راضی‌ام. اما وقتی قطعات آن را پشت سر هم و در قالب مجموعهٔ ساعت ۹ گوش می‌کنم؛ فکر می‌کنم اشتباه کردم. چون در آن آلبوم چند سبک مختلف استفاده‌شده‌است که بعضاً به هم ربط ندارند.» اما پیش از انتشار جاده رؤیاها با رضایت‌مندی گفت: «به نظر خودم جاده رؤیاها خیلی پخته‌تر است. چون بر خلاف دو آلبوم قبلی، کاملاً یک‌دست است. نه این که آهنگ‌ها شبیه هم باشند؛ بلکه فضای فکری و موسیقایی یکسانی را به شنونده القا می‌کند.»
سیروان مدتی پیش از آن نیز گفته بود: «بعد از ساعت ۹ فهمیدم باید حتی سبک موسیقی‌ام را هم عوض کنم و دیگر آهنگ مصرفی منتشر نکنم. منظورم از آهنگ مصرفی، آهنگی است که دو ماه جالب است و به واسطهٔ این که صرفاً ریتم است یا فرم ملودی‌اش مُد است. در حال حاضر ترجیح می‌دهم کاری کنم که ماندگارتر باشد و کارهایی که در یک سال گذشته انجام داده‌ام همه‌شان در این دسته قرار می‌گیرند چون هیچ‌کدام سبک مد روز نبوده‌اند. به نظرم اگر این هفت تِرَک [تک‌آهنگ‌های یک سال اخیرش] را که هر کدام جدا جدا هستند تبدیل به یک آلبوم کنیم، مجموعه‌اش از دو آلبوم قبلی‌ام بهتر است.»
سیروان چند ماه پس از انتشار ساعت ۹ کار روی آلبوم سوم خود را شروع کرد و فرایند تولید این آلبوم در دی ۱۳۹۰ پایان یافت.
او با ساخت جاده رؤیاها بالاخره به چیزی که می‌خواست رسید و نتیجه کار برایش بسیار راضی‌کننده بود؛ تا جایی که گفت: «بهترین کاری که تا حالا کرده‌ام این آلبوم است. راحت می‌توانم از آهنگ اول تا آخرش را گوش بدهم و اذیت نشوم. در دو سال گذشته نتوانستم آهنگ‌های ساعت ۹ را پشت سر هم گوش بدهم چون از ناهمگونی آن خوشم نمی‌آید. آن موقع به این درک کلی نرسیده بودم اما الآن نگاهم، نگاه یک پرودیوسر شده‌است.»

## تک‌آهنگ‌ها
چهار قطعه «نه نرو»، «بارون پاییزی»، «من عاشقت شدم» و «خدافظی» پیش از انتشار آلبوم، به صورت تک‌آهنگ منتشر شده بودند.
- قطعه «من عاشقت شدم» در بهار سال ۹۰ به عنوان تیتراژ پایانی مجموعهٔ ساختمان پزشکان از شبکه سوم سیمای جمهوری اسلامی ایران پخش شد.[۷] این ترانه پس از چند بار پخش از رسانه ملی، سانسور شد و چند واژه از شعر آن دستخوش تغییر شد.[۸] در اعتراض به این سانسور، کمپینی با نام «اعتراض به سانسور شعر تیتراژ و حذف اسم زانیار خسروی از سریال ساختمان پزشکان» در فیسبوک به راه افتاد که بعدها به یکی از جنبش‌های هواداری سیروان و زانیار خسروی تبدیل شد.[۹] این ترانه یکی از مشهورترین و موفق‌ترین کارهای سیروان است.
- قطعه «نه نرو» در ۲۳ شهریور ۱۳۹۰ منتشر شد؛[۱۰] این قطعه از طرف برخی سایت‌ها و شبکه‌های تلویزیونی به عنوان بهترین تک‌آهنگ سال ۱۳۹۰ انتخاب شد.[۱۱] این تک‌آهنگ به مدت هشت هفته در صدر برترین آهنگ‌های رادیو فانکس[پانویس ۳] هلند قرار داشت. این رادیو آثار هنرمندانی از سراسر جهان را پخش می‌کند و پیش از این نیز ترانه‌هایی از هنرمندان ایرانی از جمله «ساعت ۹» از سیروان را پخش کرده بود.[۱۲][۱۳] با بازتاب این رتبه‌بندی در جراید داخلی، هواداران محسن چاوشی با ایجاد کمپینی خودجوش، با شعار «اول بودن فقط مختص سلطان است» به صفحه نظرسنجی این رادیو رفته و به سیروان نمره منفی دادند. «نه نرو» پس از چند روز با نمره ۹۶- از این فهرست حذف شد.[۱۴][۱۵][۱۶][۱۷] محسن چاوشی در مصاحبه‌ای اقدام این دسته از هوادارانش را محکوم کرد.[۱۸]
- «خدافظی» و «بارون پاییزی» دیگر تک‌آهنگ‌های این آلبوم بودند که به ترتیب در تاریخ ۱۷ مهر و ۷ اسفند سال ۱۳۹۰ منتشر شدند.[۱۹]

## اخذ مجوز

سانسور نام زانیار و تشکر سیروان از او بر جلد آلبوم

سیروان در حالی این آلبوم را برای بررسی به وزارت ارشاد سپرد که در یک سال اخیر موفق به گرفتن مجوز برای کنسرت نشده‌بود و اصطلاحاً «ممنوع‌الکار» بود.
دلیل این ممنوعیت، خبری بود که با عنوان «اهالی پاپ نقره‌داغ شدند» در ۳۰ام بهمن ۱۳۹۰ از خبرگزاری پانا منتشر شد. در این خبر آمده‌بود که در پشت صحنه کنسرت سیروان، قوطی‌های خالی مشروبات الکلی کشف شده‌است. البته پانا چندی بعد این خبر را تکذیب و نویسنده‌اش را اخراج کرد.
این آلبوم در حدود ۱۵ ماه در بایگانی وزارت ارشاد ماند و در نهایت با اعمال تغییراتی موفق به کسب مجوز از وزارت ارشاد شد و روانه بازار گردید.
این تغییرات شامل حذف نام زانیار خسروی از بسته‌بندی آلبوم، به دلیل حساسیت‌های موجود به خاطر پخش چند نماهنگ از او در شبکه‌های تلویزیونی ماهواره‌ای بود. در بسته‌بندی آلبوم به‌جای نام زانیار خط تیره "-" قرار گرفت. بر جلد آلبوم این جمله به نقل از سیروان نقش بسته‌است: «این آلبوم را به برادر عزیزم زانیار تقدیم می‌کنم که در تک تک لحظات ساخت این مجموعه در کنارم بود و با ایده‌های خود مهمترین نقش را در شکل گرفتن جاده رؤیاها داشت.»

## انتشار و فروش

### تبلیغات
به دلیل محدودیت‌های موسیقی در ایران، صاحب اثر نتوانست مجوز لازم برای نصب تبلیغات شهری را کسب کند و تبلیغات آلبوم به جای بیلبوردها، در پوسترهای کاغذی انجام شد. سیروان این اقدام را تبعیض‌آمیز خواند و به آن شدیداً اعتراض کرد.

### نشر پیش از موعد
یک روز پیش از انتشار رسمی آلبوم، برخی از سایت‌های اینترنتی اقدام به انتشار آن در فضای مجازی کردند. سیروان خسروی و صدرالدین حسین‌خانی از چگونگی این اتفاق ابراز بی‌اطلاعی کردند و از مردم خواستند که فقط نسخه اصلی اثر را تهیه کنند. ساعاتی بعد، بسیاری از وبگاه‌های موسیقی فارسی این آلبوم را حذف کردند. برخی رسانه‌ها این رویداد را این‌گونه تعبیر کردند که این کار از طرف خود صاحب اثر و برای اجرای یک نمایش تبلیغاتی بوده‌است.
روزنامه تماشا در این باره نوشت: «رسانه نداشتن و عدم تبلیغات آلبوم‌ها بزرگ‌ترین بحران موسیقی در سال‌های اخیر است که باعث شده خواننده‌های پاپ برای بیشتر دیده و شنیده شدن آلبوم‌هایشان، به راهکارهایی جدید روی بیاورند. یکی از این راهکارها انتشار اینترنتی آثار است که جدیداً به طرز عجیبی هم پرطرفدار شده و چهره‌های زیادی سراغ آن آمده‌اند.»

### فروش مجاز
صاحب حقوقی این اثر، شرکت فرهنگی هنری ایران‌گام است. دانلود نسخه اصلی آلبوم در ایران، از طریق وبگاه بیپ‌تیونز میسر است و مسئول پخش لوح‌های فشردهٔ این اثر، شرکت پخش هنر شهر می‌باشد. پخش نسخه‌های آلبوم، در صبح ۱۸ آذر ۱۳۹۱ آغاز شد و در کمتر از ۴۰ روز پس از شروع توزیع، ۲۰۰٬۰۰۰ نسخه از آلبوم به فروش رسید. با وجود این که آمار دقیقی از آلبوم‌های منتشر شده در دست نیست؛ به احتمال زیاد جاده رؤیاها پس از حباب، خاطرات مبهم و عاشقانه‌ها، چهارمین آلبوم پرفروش ایران در سال ۱۳۹۱ است.

## نقدها و بازخوردها
جاده رؤیاها نقدهای بسیاری از سوی منتقدان دریافت کرد و تعدادی از منتقدان آن را ستودند. آرتین ولی‌الهی، نویسنده موسیقی ما، در توصیف آلبوم نوشته‌است: «از نکات بارز این آلبوم، پیشرفت قابل توجه سیروان در خوانندگی است.» یکی از ایراداتی که از این آلبوم گرفته شد؛ تقلید تصاویر روی جلد آلبوم از کاور فیلم کازینو رویال بود. همچنین برخی «اینم میگذره» را تقلیدی از آهنگ «بدون تو» از داوید گتا می‌دانند.
حمیدرضا منبتی، منتقد موسیقی، معتقد است اگرچه این آلبوم خوب است؛ اما انتظار شنونده از سیروان بالاتر است. او مهم‌ترین وجه تمایز کارهای سیروان را چگونگی صدا دادن و لایه‌های پرتعداد و خوش‌چین صدا و میکس و مسترینگ قوی، و نقطه ضعفش را شعر می‌داند. او بهترین قطعه‌های این آلبوم را «نه نرو» و «بارون پاییزی» برشمرده است. منبتی می‌گوید: «به نظر من این اولین آلبومی‌است که سیروان در آن یک خواننده درجه یک ظاهر شده‌است؛ با این وجود این را بهترین آلبوم سیروان نمی‌دانم. به نظر من بهترین آلبوم سیروان، ساعت ۹ است.»
بابک ریاحی‌پور می‌گوید این آلبوم، خوب و قابل توجه است. او بر این باور است که تأثیرپذیری سیروان از آثار غربی تقلید نیست و جاده رؤیاها را آلبومی دلچسب با تنظیم‌های مدرن و قوی توصیف می‌کند.
احسان خواجه‌امیری دربارهٔ این آلبوم می‌گوید تنظیم‌های این آلبوم فوق‌العاده است و خیلی خوب صدا می‌دهد و نسبت به آلبوم قبلی سیروان پیشرفتش کاملاً محسوس است.

## فهرست ترانه‌ها
| شماره      | نام                               | نویسنده(ها)               | آهنگ‌ساز(ها)                             | مدت   |
| ---------- | --------------------------------- | ------------------------- | --------------------------------------- | ----- |
| ۱.         | «نه نرو»                          | امیر ارجینی               | شهاب رمضان و زانیار خسروی               | ۴:۳۴  |
| ۲.         | «اینم میگذره» (تا بوده همین بوده) | محسن شیرالی               | زانیار خسروی                            | ۳:۴۱  |
| ۳.         | «بیقرار»                          | امید جامع                 | امید جامع                               | ۳:۴۷  |
| ۴.         | «روزای رؤیایی»                    | امیر یگانه و زانیار خسروی | سیروان خسروی                            | ۴:۱۱  |
| ۵.         | «دوست دارم» (قفل قلب)             | امید جامع                 | امید جامع                               | ۴:۳۵  |
| ۶.         | «جاده»                            | زانیار خسروی              | سیروان خسروی، زانیار خسروی و نیما رمضان | ۴:۳۸  |
| ۷.         | «اگه تو مال من نیستی»             | زانیار خسروی              | سیروان خسروی                            | ۴:۰۹  |
| ۸.         | «بارون پاییزی»                    | امیر ارجینی               | شهاب رمضان و سیروان خسروی               | ۴:۵۶  |
| ۹.         | «آخرین روز»                       | امیر ارجینی               | سیروان خسروی                            | ۴:۰۳  |
| ۱۰.        | «من عاشقت شدم» (دنیام عوض شده)    | زهرا عاملی                | مهدی یراحی                              | ۲:۳۷  |
| ۱۱.        | «خدافظی» (فرشته مرگ)              | آرمیتا فهیمی              | آرمیتا فهیمی                            | ۵:۱۸  |
| مجموع مدت: | مجموع مدت:                        | مجموع مدت:                | مجموع مدت:                              | ۴۶:۲۹ |

## عوامل استودیویی
| - سیروان خسروی: خواننده، تنظیم، میکس، مسترینگ، پیانو و کیبورد - زانیار خسروی: مشاور تنظیم - صدرالدین حسین‌خانی: تهیه‌کننده - رسول ترابی: مدیر اجرایی - علی قاضی‌زاده: عکاس و طراح جلد | - نیما رمضان: گیتار الکتریک و آکوستیک قطعه‌های ۳، ۴، ۶ و ۹ - مسعود همایونی: گیتار الکتریک سولو قطعه‌های ۵ و ۹ و گیتار کلاسیک سولو قطعه ۴ - میلاد درخشانی: سه‌تار قطعه ۱۰ - پدرام فریوسفی: ویولون و ویولا قطعه ۱۰ - علی بیرنگ: پیانو و تنظیم ارکستر قطعه ۱۱ |